# جین راجرز
جین راجرز (انگلیسی: Jean Rogers؛ ۲۵ مارس ۱۹۱۶ – ۲۴ فوریهٔ ۱۹۹۱) بازیگر اهل ایالات متحده آمریکا بود. وی بین سال‌های ۱۹۳۳ تا ۱۹۵۱ میلادی فعالیت می‌کرد.
از فیلم‌ها یا برنامه‌های تلویزیونی که وی در آن نقش داشته است می‌توان به جوانان مبارز و فلش گوردون اشاره کرد.